# 카살레마리티모
카살레마리티모 (Casale Marittimo) 이탈리아 토스카나주의 피사도에 위치한 코무네 (지방자치단체)이다. 피렌체에서 남서쪽 약 70 킬로미터 (43 mi) 피사에서 동남쪽 약 50 킬로미터 (31 mi) 거리에 있다.
비보나, 체치나, 구아르디스탈로 등과 경계를 맞대고 있다. 이탈리아의 가장 아름다운 마을로 선정된 곳 중 하나이다.